# 河北省经济

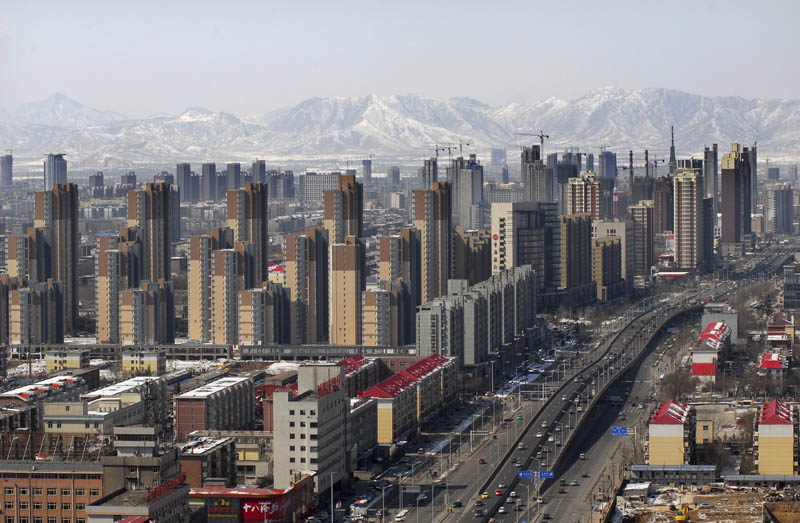
石家莊摩天大樓

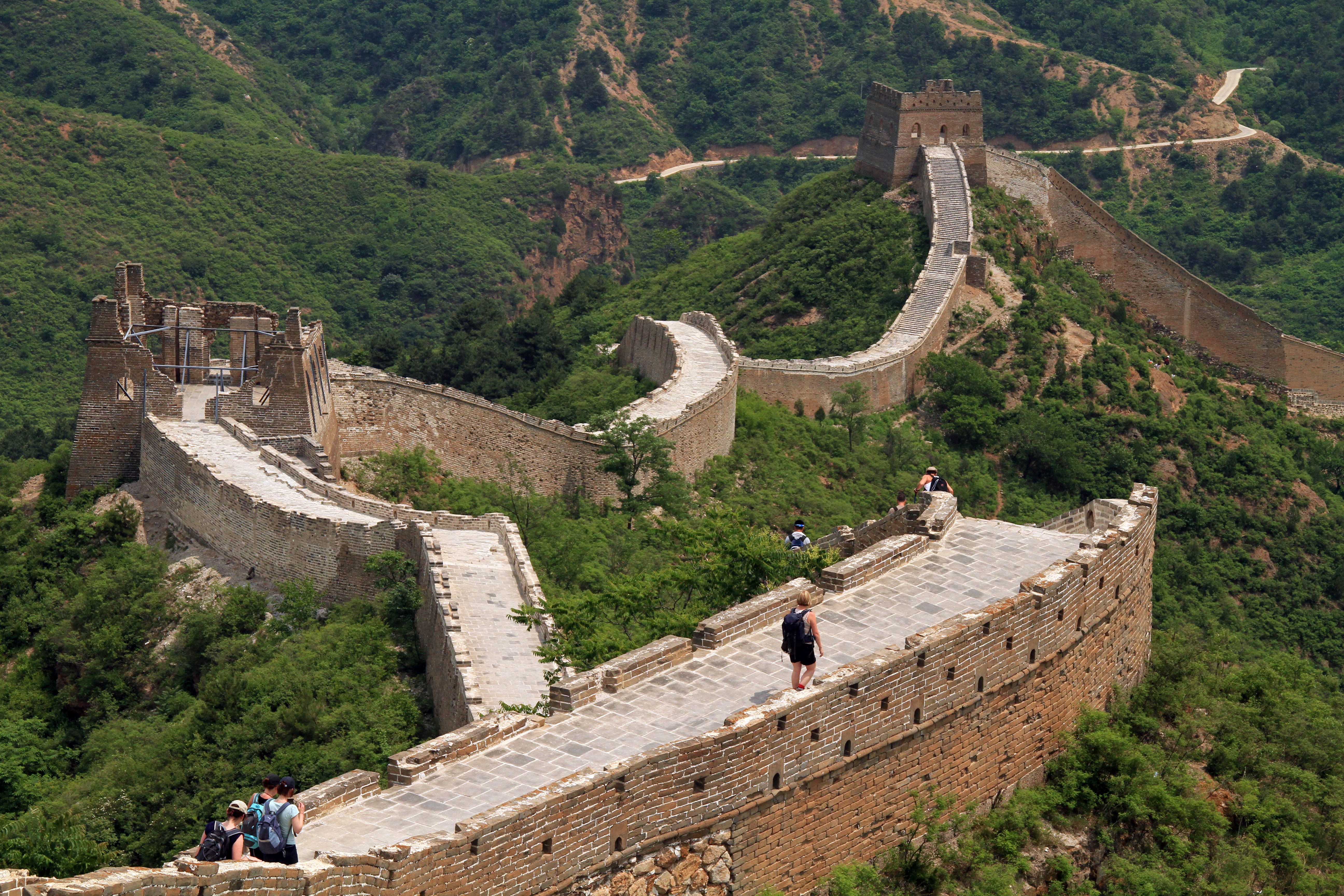
金山岭长城觀光區

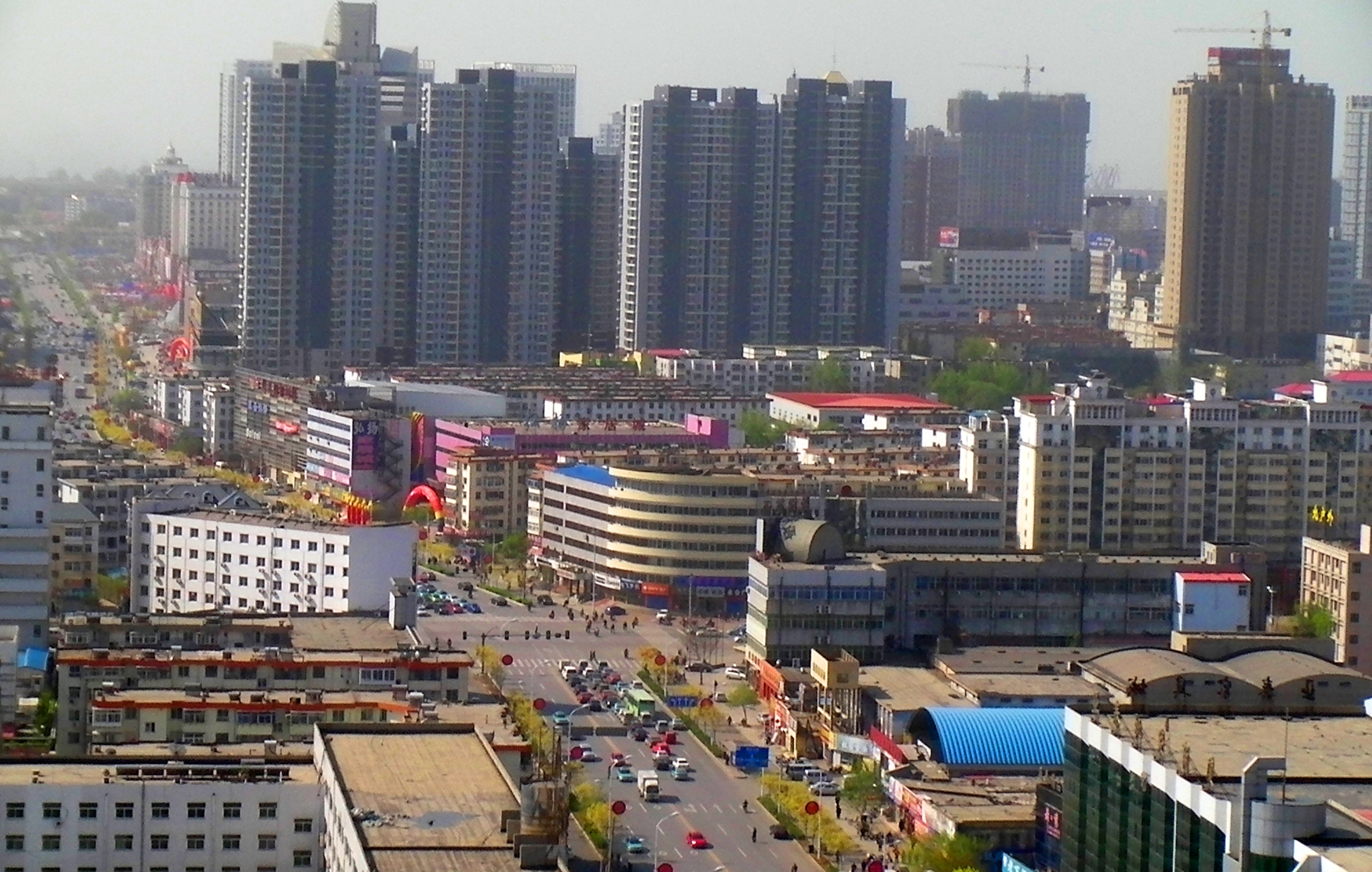
秦皇島金融區

河北省经济指的是中华人民共和国河北的经济，河北省是中国重要的粮棉和果品产区，亦较早产生近代工业，是中国制造业重地，钢铁产量长期位居中国首位。河北鄰近首都是首都生活圈和民生用品供應腹地，但是河北仍被普遍认为是东部沿海各省中较不发达的省份。河北的面积相当于韩国两倍，人口密度小于韩国，但人均国内生产总值仅相当于韩国人均的大约1/4。但石家庄、唐山等中心城市的大气污染却极其严重。

## 经济数据
1978年河北省GDP总量位居全国第七位，自1994年开始，GDP总量稳居全国第六位。
1979-2007年29年，按绝对数比较，2007年GDP总量为1978年的75.73倍；按可比价格比较（全国平均物价水平推算），GDP年平均增长率10.1％，高于同期全国9.8％年平均增长率，增长速度次于北京、广西等十省市区居全国第十一位。2003年-2008年，河北GDP连续6年保持10％以上的年增长率。
GDP总量：
- 1991年突破1千亿元
- 2005年突破1万亿元
- 2008年突破1.6万亿元[7]
- 2016年突破3萬億元。[8]

人均GDP为23,239元。GDP人均值次于福建、内蒙等10省份居第11位：
- 1988年突破1千元
- 2003年突破1万元
- 2008年突破2.3万元

2007年，河北GDP总量（最终核实数）达到13,863.5亿元，与上年相比增幅达到12.9％，占全国的比重达到5.1％第一产业1,971.2亿元，占GDP比重14.22％第二产业7,252.53亿元，占52.31％第三产业4,639.77亿元，占33.47％
2020年河北全年地区生产总值36206.9亿元，比上年增长3.9%，分别比一季度、上半年、前三季度回升10.1、4.4和2.4个百分点。分产业看,第一产业增加值3880.1亿元，增长3.2%；第二产业增加值13597.2亿元，增长4.8%；第三产业增加值18729.6亿元，增长3.3%。

## 发展战略
参见：京津冀一体化
从进入21世纪开始，中国政府对河北的经济规划就是，进行北京，天津，河北三省市协同化发展，进行经济融合。

## 经济区
参见：雄安新区、河北自贸试验区
2017年4月1日，河北雄安新区设立，中国政府將此新區定位為“千年大计、国家大事”，“是继深圳經濟特區和上海浦东新区之后又一具有全国意义的新区”。新區主要任務是成为“北京非首都功能疏解集中承载地”。2019年河北自贸试验区区设立，雄安新区被包括在内。

## 各类产业

### 农业
河北省是中国农业大省，是小麦、棉花和玉米的重要产地，冀东平原盛产优质稻米。近20年畜牧业发展迅速，三河县是香港牛肉生牛的主要供应地。辛集是全国重要的皮革集散地之一。坝上的“张北马”是优良的役畜，清河是全国主要羊绒产品集散地，安国是重要的中药材市场。
水产养殖也是迅速发展的产业，除了淡水养殖，沿海养殖主要以中国特产的对虾为主。
2014年河北省粮食播种面积633.2万公顷；粮食总产量3360.2万吨
- 棉花播种面积41.1万公顷；棉花总产量43.1万吨
- 油料播种面积46.6万公顷；油料总产量150.2万吨
- 蔬菜播种面积123.7万公顷；蔬菜总产量8125.7万吨

### 工业
河北省的工业主要有煤炭、钢铁、陶瓷、电力、纺织、石油、港口、汽车、光伏产业、医药工业。邯郸市和唐山市是北方最大的两个瓷都，定州市（原定县）曾经是宋朝五大名窑之一“定瓷”的所在地，曲阳县是中国汉白玉的主要产区，安国市（原安国县）被誉为中华“药都”。河北有五家国家级经济技术开发区，分别为秦皇岛经济技术开发区、廊坊经济技术开发区、沧州临港经济技术开发区、石家庄经济技术开发区和唐山曹妃甸经济技术开发区。
河北的钢铁产量居全国第一。重组成立的河北钢铁集团是中国最大的钢铁生产企业。其华北油田是中国重要的石油产区之一。位于石家庄的华北制药厂是中国乃至东亚最大的抗生素生产基地。位于保定的乐凯胶片厂，是目前全世界发展中国家唯一可以自行研制生产彩色胶片的厂家。长城汽车及英利光伏产业均位于保定市。